# Dakota Fanning
Hannah Dakota Fanning, född 23 februari 1994 i Conyers i Georgia, är en amerikansk skådespelare. Hon är äldre syster till Elle Fanning.

## Biografi
Fanning började sin karriär som barnskådespelare i reklamfilmer och med statistroller i olika filmer. Hon fick sin första stora roll som sjuåring i filmen I Am Sam (2001), där hon spelar mot Sean Penn som flickan Lucy Diamond Dawson.
Hon har gästspelat i många TV-serier. Vänner, Ally McBeal, Cityakuten och Strong Medicine är några av dem. Fanning är nog mest känd från Världarnas krig, där hon spelar rollen som "Rachel", och Min vän Charlotte. Dakota Fanning spelar vampyren Jane i flera Twilight-filmer.

## Filmografi (urval)
- 2000 – Cityakuten, avsnitt The Fastest Year (gästroll i TV-serie)
- 2000 – Ally McBeal, avsnitt Ally McBeal: The Musical, Almost (gästroll i TV-serie)
- 2000 – Strong Medicine, avsnitt Misconceptions (gästroll i TV-serie)
- 2000 – CSI: Crime Scene Investigation (TV-serie), avsnitt Blood Drops
- 2001 – I Am Sam
- 2002 – Trapped
- 2003 – Uptown Girls
- 2003 – Katten
- 2004 – Vänner, avsnitt The One with Princess Consuela (gästroll i TV-serie)
- 2004 – Man on Fire
- 2005 – Hide and Seek
- 2005 – Världarnas krig
- 2005 – Lilo & Stitch 2 (röst som Lilo Pelekai)
- 2005 – Dreamer: Inspired by a True Story
- 2006 – Min vän Charlotte
- 2007 – Cutlass
- 2007 – Hounddog
- 2008 – Fragments
- 2008 – Honungsbiets hemliga liv
- 2008 – Hurricane Mary
- 2009 – Coraline och spegelns hemlighet (röst som Coraline Jones)
- 2009 – Push
- 2009 – The Twilight Saga: New Moon
- 2009 – The Runaways
- 2010 – Eclipse
- 2011 – The Twilight Saga: Breaking Dawn – Part 1
- 2012 – The Motel Life
- 2012 – Now Is Good
- 2012 – The Twilight Saga: Breaking Dawn – Part 2
- 2013 – Very Good Girls
- 2014 – Effie Gray
- 2016 – Brimstone
- 2016 – American Pastoral
- 2017 – Please Stand By
- 2018 – Ghost Wars
- 2018 – The Bell Jar
- 2018 – The alienist (TV-serie)
- 2019 – Once Upon a Time in Hollywood
- 2023 – The Equalizer 3